# Musa Dagh
Le Musa Dagh (mont Moïse, en turc : Musa Dağı, en arménien : Մուսա Լեռ, Musa Ler) est une montagne de l'Amanus, située dans la province de Hatay en Turquie. Il a été un lieu de résistance arménienne au moment du génocide au début du XXe siècle.

## Histoire

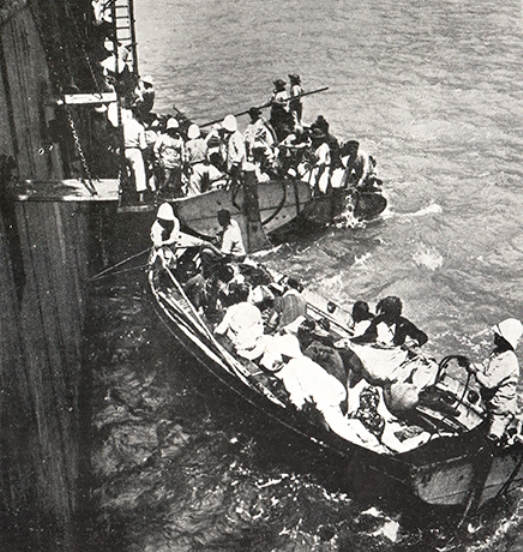
Évacuation des Arméniens du Musa Dagh en septembre 1915 sur les bateaux français.

Durant le génocide arménien, la région du Musa Dagh est l'un des quatre lieux de résistance des populations arméniennes. En juillet 1915, alors que leurs biens et leurs maisons sont confisqués, méfiants, les habitants des villages de la région choisissent de désobéir et de résister à l'armée ottomane ; malgré un sous-effectif et un moral entamé, les Arméniens défendent le siège de la montagne durant cinquante-trois jours.
Le 12 septembre 1915, à court de vivres et de munitions, ils sont évacués par la marine française mouillant au large des côtes syriennes ; plus de quatre mille personnes sont acheminées à Port-Saïd en Égypte,.
Le roman Les Quarante Jours du Musa Dagh par Franz Werfel, paru en 1933, raconte l’histoire de la résistance des Arméniens habitant dans sept villages arméniens de la région du Musa Dagh qui avaient résisté aux forces armées de l’Empire ottoman pour ne pas être déportés et massacrés.